# Louise Hansen
Louise Hansen (4 de maio de 1975) é uma ex-futebolista dinamarquesa que atuava como meia. Ela é considerada a melhor futebolista da Dinamarca de todos os tempos.

## Carreira
Louise Hansen representou a Seleção Dinamarquesa de Futebol Feminino, nas Olimpíadas de 1996. 